# Heimolen (Aartselaar)
De Heimolen (ook bekend als Molen van 't Heike, Molen van Reet, Molen van den Driese) in het gehucht Heiken in de Belgische gemeente Aartselaar is een maalvaardige windkorenmolen. Deze standerdmolen die in ca 1801 werd gebouwd op het Gommars veldeke, ook wel Hof van Brienen genoemd, werd oorspronkelijk genoemd naar het gehucht Heiken. Het jaartal 1801 is het oudste opschrift op de middenlijst aan de vangzijde tussen de meel- en de steenzolder. Twee keer is de molen zwaar geraakt, bij de inval van de Duitse legers tijdens de Eerste Wereldoorlog (1914) en in de zomer van 1957 toen de wieken en de kamwielen werden vernield door een blikseminslag. Hierna werd de molen verkocht aan de kasteelheer van het Cleydael, die hem herstelde voordat hij hem in 1962 verkocht aan de gemeente Aartselaar. Aan de Heimolen werd op 16 juni 1978 de monumentenstatus toegekend. De windvang van deze molen is belemmerd doordat hij ingesloten is tussen woningen. Sinds de zomer van 2002 zit er een omwentelingsteller in de hoofdas.

## Restauraties en onderhoud
Over herstel snel na de beschadiging van 1914 is niets expliciet vermeld, het eerste genoemde onderhoud vond plaats in 1930 toen de molen werd verdekt door de firma De Moor uit Sint-Niklaas. Vervolgens liet de heer Sheid, kasteelheer te Cleydael, de molen herstellen na de blikseminslag in 1957. Tegelijkertijd werd de molenberg verkleind en de staart ingekort. Nadat de molen werd verkocht aan de gemeente Aartselaar werd hij gerestaureerd door Caers uit Retie. Vervolgens werd de molen in maalvaardige staat gebracht door Caers in 1978 onder leiding van architect P. Gevers. De werken omvatten onder meer vernieuwing van de wieken, de schaliën aan de windweegzijde werden vervangen door een in visgraatpatroon aangebrachte beschieting en verder werden de molenkast en de kap voorzien van gekloofde eikenhouten leien. In 2001 werd de, door de blikseminslag in 1957 sterk beschadigde, wiekenas vervangen tijdens een maalvaardige restauratie door Thomaes Molenbouw uit Roeselare. De gietijzeren askop werd niet vervangen.
In de periode 2024-2026 is de molen niet te bezoeken door dringende renovatiewerken. 

## Molenaars en eigenaars
- 1801: ?
- 1834: Cornelis Spruyt, rentenier te Duffel
- 1845: verkocht aan Joannes De Heel-Spruyt, molenaar te Aartselaar
- 1871-??: overgeërfd door Hendrik De Heel-Van Brandt
- 18??: verkocht
- 1913: eigenaar: Constant Van den Driessche-Moeyersons, molenaar te Reet. Vestigt zich in Aartselaar en is molenaar tot in 1949.
- 1949: verkocht aan molenaar Lucien Van den Driessche, tot molen wordt stilgelegd in 1957
- 1957:verkocht aan de kasteelheer van het Cleydael, de heer Sheid
- 1962: molen verkocht aan gemeente Aartselaar

## Technische gegevens
De molen heeft
- bijna 25m lange gelaste roeden
- twee koppels molenstenen
- een gietijzeren askop die door Van Aerschot uit Herentals is gegoten
- kruiwerk met enkelvoudige overbrenging op kettingrol